# Alexander Beattie
Alexander Elder Beattie CMG CBE MC (* 25. Januar 1888, Stirling Castle, Schottland; † 15. April 1951) war ein britischer Heeresoffizier und Kolonialbeamter.

## Leben
Beattie war der Sohn eines Offiziers. Er wurde in Stirling Castle geboren und trat 1906 als Soldat der Argyll and Sutherland Highlanders in die British Army ein. Zwei Jahre später hatte er den Rang eines Corporal erreicht und wechselte nun als Second Lieutenant zum Queen’s (Royal West Surrey) Regiment. Er diente in Indien und in Aden und wurde 1911 zur Royal West African Frontier Force entsandt, wo er im Nigeria Regiment diente und Staff Officer wurde. Während des Ersten Weltkrieges war er im aktiven Dienst an der Nigeria-Kamerun-Front und wurde daraufhin mit dem Military Cross (MC) ausgezeichnet und im Rahmen der New Year Honours 1920 zum Commander des Order of the British Empire (CBE) ernannt.
1922 schied er aus dem Militärdienst aus im Brevet-Rang eines Lieutenant-Colonel, ging zum Colonial Administrative Service und wurde zum Assistant Secretary in Gibraltar ernannt. Dann diente er in den Falklandinseln und in Zypern und kehrte 1930 als Colonial Secretary nach Gibraltar zurück. Diesen Posten bekleidete er bis 1941, dann wurde er zum Administrator von Saint Vincent ernannt. Er wurde 1933 als Companion des Order of St Michael and St George (CMG) ausgezeichnet.
Er kehrte 1944 nach England zurück und wurde zum Colonial Office Regional Welfare Officer für Schottland und North-East-England ernannt, wo er bis zu seiner Pensionierung 1947 wirkte. Er wurde 1949 vom Colonial Office zeitweise für Sonderdienste (Special Service) wieder eingesetzt.